# Mohéli füleskuvik
A mohéli füleskuvik (Otus moheliensis) a madarak (Aves) osztályának a bagolyalakúak (Strigiformes) rendjéhez, ezen belül a bagolyfélék (Strigidae) családjához tartozó faj.

## Megjelenése
Testhossza 20-22 centiméter, tömege a hímeknél 35 gramm, a valamivel testesebb tojóknál 116 gramm. Két színváltozat ismert: egy sötétbarna és egy  világosabb, rozsdabarnás színű.
Tollfülei nagyon rövidek, többnyire észre sem lehet venni őket a fejtollazatban.
A barna színváltozat fejének felső fele és a testének felső oldala feketével foltozott és csíkozott. Válltollai világos fahéjbarnák. Arca és hasa élénk vöröses-fahéjbarna színű. Mellén egy fekete sáv látható.
A rozsdavörös színváltozatnál ez a szín az egész testen egyformán látható.

## Elterjedése, élőhelye
A faj kizárólag a Comore-szigetek Mohéli szigetén honos, ahol 1995-ben fedezték fel. 
A szigeten előforduló 700 és 800 méteres tengerszint feletti magasságban húzódó hegyi erdőség maradványfoltjainak lakója. A Saint-Antoine hegyen (700 méter) és a Mzé Koukoulé hegyen (790 méter) fordul elő elsősorban. Szinte kizárólag elhagyatott, háborítatlan erdőkben honos, a háborgatott erdőket, melyeket mezőgazdasági területek vesznek körül elkerüli.
Táplálkozásáról, életmódjáról és szaporodási szokásairól nincsenek adatok.

## Természetvédelmi helyzete

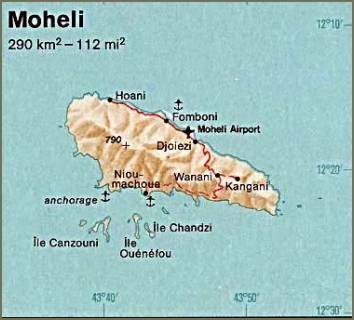
A Mohéli füleskuvik a Saint-Antoine és a Mzé Koukoulé hegy sűrű hegyi erdeiben honos Mohéli szigetének középső hegységében

Mivel szinte kizárólag háborítatlan erdőkben honos, élőhelye a mezőgazdaság térnyerése miatt egyre fogy. Élőhelyei 1968 és 1995 között a korábbi 30%-ról 5%-ra estek vissza.
A kitermelt fák helyén a heves esők komoly talajeróziót indítanak el, ami  ellehetetleníti az erdő felújulását. A meghonosodott invazív növényfajok ellehetetlenítik sokfelé az erdők természetes megújulását.
A szigeten meghonosodott házi patkányok táplálékkonkurensei a fajnak és elképzelhető, hogy alkalomadtán elpusztítják fészekalját is.
A BirdLife International becslése szerint a szigeten csak mintegy 400 egyed él a fajból. Ezért a Természetvédelmi Világszövetség Vörös Listáján a „kihalóban” levő kategóriába sorolja a madarat.

## Fordítás
- Ez a szócikk részben vagy egészben  a   Mohéli-Zwergohreule című német Wikipédia-szócikk ezen változatának fordításán alapul.  Az eredeti cikk szerkesztőit annak laptörténete sorolja fel. Ez a jelzés csupán a megfogalmazás eredetét és a szerzői jogokat jelzi, nem szolgál a cikkben szereplő információk forrásmegjelöléseként.

## Külső hivatkozások
- A faj adatlapja a BirdLife Factsheet oldalán Archiválva 2009. január 3-i dátummal a Wayback Machine-ben
- További információk és képek a fajról (hollandul)